# Мостовая (приток Кети)
Мостовая — река в России, протекает по Пировскому району Красноярского края. Устье реки находится в 1383 км по левому берегу реки Кеть. Длина реки составляет 17 км.

## Данные водного реестра
По данным государственного водного реестра России, относится к Верхнеобскому бассейновому округу, водохозяйственный участок реки — Кеть, речной подбассейн реки — бассейн притоков (Верхней) Оби от Чулыма до Кети. Речной бассейн реки — (Верхняя) Обь до впадения Иртыша.